# Gorenja vas-Poljane
Gorenja vas-Poljane est une commune située dans la région de la Haute-Carniole en Slovénie.

## Géographie
La commune tire son nom de ses deux localités principales que sont Gorenja vas et Poljane. La zone est située à environ 30 km à l’ouest de la capitale Ljubljana.

### Villages
Les villages qui composent la commune sont Bačne, Brebovnica, Bukov Vrh, Čabrače, Četena Ravan, Debeni, Delnice, Dobravšce, Dolenčice, Dolenja Dobrava, Dolenja Ravan, Dolenja Žetina, Dolenje Brdo, Fužine, Goli Vrh, Gorenja Dobrava, Gorenja Ravan, Gorenja vas, Gorenja Žetina, Gorenje Brdo, Hlavče Njive, Hobovše pri Stari Oselici, Hotavlje, Hotovlja, Jarčje Brdo, Javorje, Javorjev Dol, Jazbine, Jelovica, Kladje, Kopačnica, Kremenik, Krivo Brdo, Krnice pri Novakih, Lajše, Laniše, Laze, Leskovica, Lom nad Volčo, Lovsko Brdo, Lučine, Malenski Vrh, Mlaka nad Lušo, Murave, Nova Oselica, Podgora, Podjelovo Brdo, Podobeno, Podvrh, Poljane, Predmost, Prelesje, Robidnica, Smoldno, Sovodenj, Srednja vas, Srednje Brdo, Stara Oselica, Studor, Suša, Todraž, Trebija, Vinharje, Volaka, Volča, Zadobje, Zakobiljek, Zapreval, Žabja vas et Žirovski Vrh.

## Démographie
Entre 1999 et 2021, la population de la commune a légèrement augmenté avec une population proche de 7 000 habitants,.
Évolution démographique
| 1999  | 2000  | 2001  | 2002  | 2003  | 2004  | 2005  | 2006  | 2007  |
| ----- | ----- | ----- | ----- | ----- | ----- | ----- | ----- | ----- |
| 6 743 | 6 809 | 6 859 | 6 930 | 6 949 | 6 985 | 7 009 | 7 065 | 7 117 |
| 2008  | 2009  | 2010  | 2011  | 2012  | 2013  | 2014  | 2015  | 2016  |
| 7 209 | 7 147 | 7 233 | 7 287 | 7 283 | 7 307 | 7 330 | 7 380 | 7 429 |
| 2017  | 2018  | 2019  | 2020  | 2021  |       |       |       |       |
| 7 500 | 7 541 | 7 539 | 7 557 | 7 665 |       |       |       |       |